# Homo Caudatus
Homo caudatus, även kallad Swantsaren, är en "svansmänniska", som omnämns av Carl von Linné i hans verk Anthromorpha.
Svansmänniskorna beskrevs som varelser som vistades mycket långt bort från den egna verkligheten. Ofta sades de leva inom områden som på de gamla världskartorna beskrevs som homines caudati hic. De påstods finnas på Nikobarerna i Bengaliska viken (drygt 10 grad. latitud. 90 grad. longitud). Dessa öar tillhör Indien och ligger strax ovanför Sumatra. I dag tror man att berättelserna om svansmänniskor kan härstamma från iakttagelser av människor iförda djurhudar eller babianer.